# 舞麗辞
舞麗辞（まいれいじ）は、日本のジュブナイルポルノ小説家。主に二次元ドリームマガジン誌に寄稿している。

## 著書
- ブラックキャッツ 真夜中の退魔師（二次元ドリームノベルズ、挿絵:助三郎、2006年1月、ISBN 9784860322328）
- 聖剣士ソフィリア 悦楽の調教呪縛（二次元ドリームノベルズ、挿絵:神奈月昇、2006年12月、ISBN 9784860323301）
- プリンセススレイブ 淫虐のサーカス（二次元ドリームノベルズ、挿絵:一枚烏合、2007年10月、ISBN 9784860324612）
- スターダストナックルズ 茜（二次元ドリームノベルズ、挿絵:たちばな、2008年4月、ISBN 9784860325602）
- 戦国閃姫淫華 咲き乱れし乙女（二次元ドリームノベルズ、挿絵:2号、2009年6月、ISBN 9784860327569)
- プリンセスリバーシ!! 交錯する美姫と魔姫（あとみっく文庫、挿絵:昼沖太、2009年10月、ISBN 9784860328160）
- 女怪盗ルナティックマリア 恥辱のショウタイム（二次元ドリームノベルズ、挿絵:セキグチヒロキ、2010年7月、ISBN 9784860329419）
- 処女はお姉さまに恋してる 〜2人のエルダー〜 騎士の君のラブロマンス（二次元ゲーム文庫、挿絵:七輝静樹、2010年12月、ISBN 9784860329914）
- ツンツンしてた小悪魔妹が嫁になるまでデレた理由（二次元ゲーム文庫、挿絵:くく維きゃん、2010年12月、ISBN 9784799200872）